# 贵州双龙航空港经济区
贵州双龙航空港经济区，是中华人民共和国位于贵州省的国家级临空经济示范区。

## 历史
2014年10月17日，贵州双龙航空港经济区成立，组建中共贵州双龙临空经济区工作委员会、贵州双龙临空经济区管理委员会。
2015年12月7日，贵阳市南明区与贵州双龙航空港经济区签订托管协议，将小碧乡及龙洞、见龙社区全境委托给贵州双龙航空港经济区管理，将永乐乡罗吏村、柏杨村和云关乡云关村、木头村委托小碧乡管理。2016年3月30日，黔南布依族苗族自治州龙里县与贵州双龙航空港经济区签订托管协议，将龙里县谷脚镇52平方千米区域（双龙办事处贵龙社区、岩后社区、庆阳社区全境）委托给空港经济区管理。2016年4月18日，贵阳市南明区与贵州双龙航空港经济区签订托管协议，正式将南明区永乐乡罗吏村、柏杨村和云关乡云关村、木头村委托贵州双龙航空港经济区小碧乡管理。
2017年5月9日，贵州双龙航空港经济区获批成为国家级临空经济示范区。
2018年4月，贵阳市南明区龙洞社区服务中心和南明区见龙社区服务中心加挂“贵州双龙航空港经济区龙洞堡社区服务中心”牌子，实行合并办公，一套工作机构，三个机构名称。2020年1月，按照贵阳市基层体制改革，撤销龙洞社区服务中心和见龙社区服务中心，合并挂牌成立龙洞堡街道办事处。

## 介绍
贵州双龙航空港经济区规划核心区面积148平方公里，其中南明区域96平方公里，机场区域面积15.6平方公里。东起龙里县谷脚镇中铁大道，西至贵阳市南岳山脉，南起贵阳市南明区小碧乡，北至贵阳市南明区永乐乡。
贵州双龙航空港经济区下设12个机构：纪工委（监察分局）、党政办、政治部、政法与群众工作局、财政局、经济发展贸易局、生态建设管理局、社会事业发展局以及政务服务中心、园区管理服务中心、土地矿产储备中心、市政基础设施服务中心等。